# Lilla Hålsjön (Hyssna socken, Västergötland)
Lilla Hålsjön är en sjö i Marks kommun i Västergötland och ingår i Viskans huvudavrinningsområde. Sjön är 11 meter djup, har en yta på 0,831 kvadratkilometer och är belägen 81 meter över havet. Sjön avvattnas av vattendraget Husån. Vid provfiske har abborre, gädda, mört och siklöja fångats i sjön.

## Delavrinningsområde
Lilla Hålsjön ingår i det delavrinningsområde (638690-130821) som SMHI kallar för Inloppet i Stora Hålsjön. Medelhöjden är 116 meter över havet och ytan är 6,56 kvadratkilometer. Det finns inga avrinningsområden uppströms utan avrinningsområdet är högsta punkten. Husån som avvattnar avrinningsområdet har biflödesordning 2, vilket innebär att vattnet flödar genom totalt 2 vattendrag innan det når havet efter 67 kilometer. Avrinningsområdet består mestadels av skog (69 procent) och jordbruk (14 procent). Avrinningsområdet har 0,83 kvadratkilometer vattenytor vilket ger det en sjöprocent på 12,6 procent.